# Evan Peters
Evan Thomas Peters (ur. 20 stycznia 1987 w Saint Louis) – amerykański aktor, model i producent filmowy. Znany z różnych ról w serialu telewizyjnym American Horror Story (2011–2021), z roli Quicksilvera w filmach z serii X-Men (2014–2019) oraz z roli Jeffreya Dahmera w miniserialu Dahmer – Potwór: Historia Jeffreya Dahmera (2022). Laureat nagrody Emmy za rolę w miniserialu Mare z Easttown (2021) i Złotego Globa za rolę w Dahmerze – Potworze: Historii Jeffreya Dahmera, dwukrotnie nominowany do Nagrody Gildii Aktorów Ekranowych.

## Życiorys

### Wczesne lata
Urodził się i dorastał w Saint Louis w Missouri w rodzinie pochodzenia niemieckiego jako syn Julie i Phila Petersa, wiceprezesa administracji Fundacji Charlesa Stewarta Motta. Ma dwoje rodzeństwa: brata Andrew i przyrodnią siostrę Michelle. Uczył się w katolickiej szkole podstawowej. Przez pewien czas uczęszczał do Burbank High School.
W 2001, gdy miał 14 lat, jego ojciec podjął pracę Grand Blanc, Michigan w Michigan, gdzie rodzina przeniosła się, aby rozpocząć nowe życie. Wkrótce rozpoczął karierę modela, a jego potencjał dostrzegł fotograf i polecił agenta. Zdobył kilka nagród aktorskich w konkursie talentów na Florydzie. Chodził na lekcje gry aktorskiej we Flint w Michigan. Uczęszczał do szkoły średniej Grand Blanc Community High School. W Michigan poznał menedżera talentów z Innovative Artists Agency w Los Angeles, Craiga Wargo. W wieku 15 lat przeniósł się do Los Angeles z matką, aby spełnić swoje marzenie o byciu aktorem.

### Kariera
Zadebiutował na małym ekranie jako Seth w sitcomie z elementami science fiction Disney Channel Filip z przyszłości (Phil of the Future, 2004). Podczas drugiego przesłuchania w Hollywood dostał główną rolę Adama Shepparda, który zmaga się z rodzinnymi tragediami i chorą więzią z ojcem, w dramacie Zbuntowany Adam (Clipping Adam, 2004). Peters zdobył kilka nagród za rolę w filmie, w tym SAG Emerging Actor na Międzynarodowym Festiwalu Filmowym w Saint Louis, nagrodę jury dla najlepszego aktora na Eclipse Film Festival w St. George w Utah, najlepszy młody aktor na Down Under International, na Festiwalu Filmowym w Darwin w Australii i na Phoenix Film Festival 2004 za „Najlepszy przełomowy występ”.
W latach 2004–2010 Peters wystąpił w licznych reklamach, m.in. Kelloggs, Papa John’s Pizza, Playstation, kwaśne żelki Sour Patch Kids, Progressive Insurance i Moviefone. Za rolę Russella Hayesa, niezdarnego skateboardzisty w komedii familijnej Piżama party (Sleepover, 2004) wraz z obsadą był nominowany do Young Artist Award. Występował potem w serialach ABC: The Days (2004) jako cyniczny, ale dowcipny nastolatek Cooper Day i science-fiction Inwazja (2005–2006) jako Jesse Verona. W komedii sensacyjnej Matthew Vaughna Kick-ass (2010) został obsadzony w drugoplanowej roli Todda Haynesa. W latach 2011–2018 grał różne role w serialu FX American Horror Story. W 2021 pojawił się jako Peter Maximoff w serialu WandaVision wytwórni Marvel Studios. Wcześniej zagrał tę rolę w serii X-Men wytwórni 20th Century Fox.

## Życie prywatne
W 2012 zaczął spotykać się z aktorką Emmą Roberts, po tym, jak spotkali się na planie filmu Tylko dla dorosłych. W marcu 2014 potwierdził, że zaręczył się z Roberts. Jednak rozstali się w marcu 2019. Od 2019 do 2020 Peters był w związku z amerykańską piosenkarką i autorką tekstów Halsey.

## Filmografia
|  | Oczekuje na premierę |

### Filmy

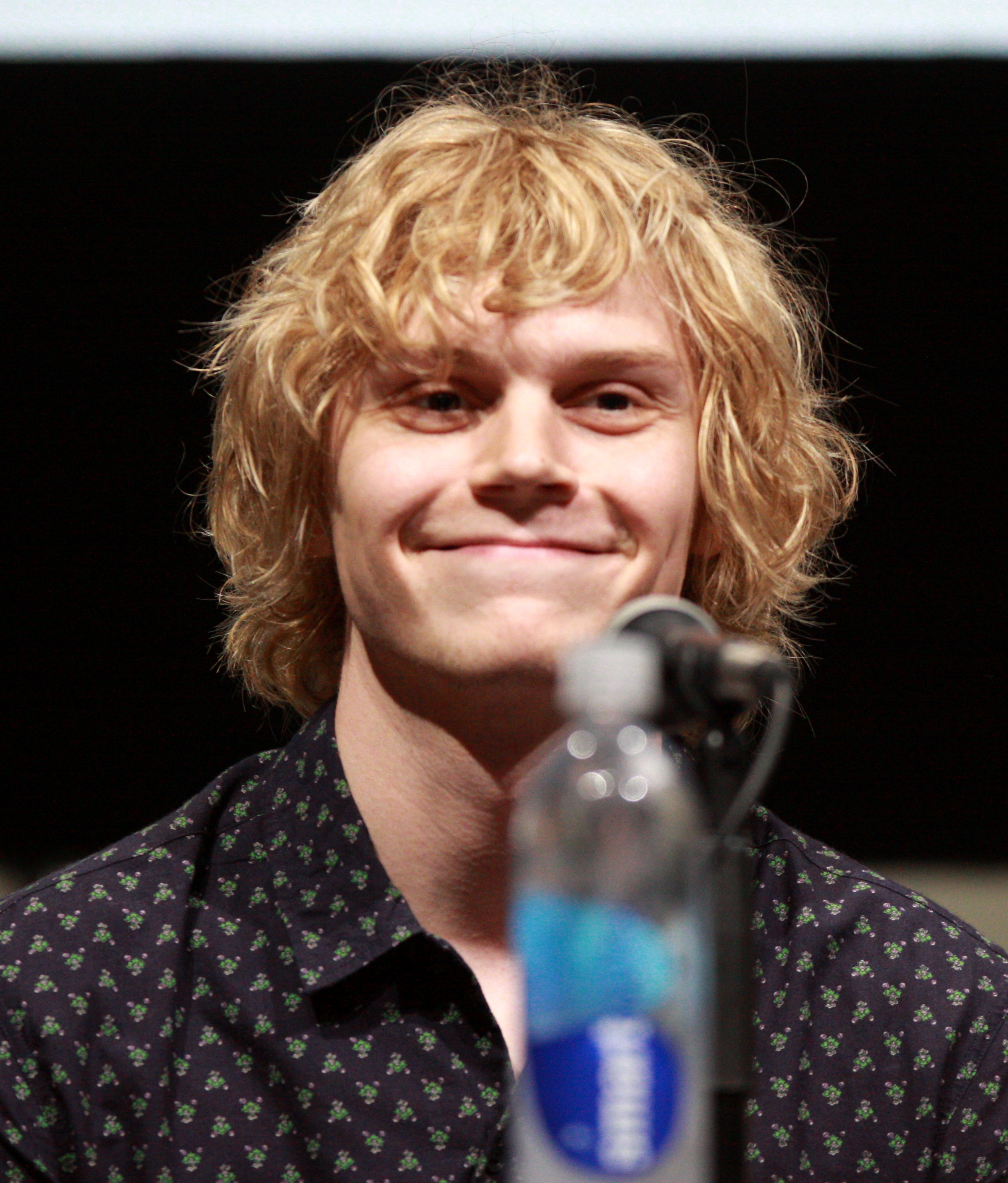
Evan Peters (2014)

| Rok  | Tytuł                              | Rola                         | Dodatkowe informacje     |
| ---- | ---------------------------------- | ---------------------------- | ------------------------ |
| 2002 | Zbuntowany Adam                    | Adam Sheppard                |                          |
| 2004 | Piżama party                       | Russell „SpongeBob” Hayes    |                          |
| 2007 | Amerykańska zbrodnia               | Ricky Hobbs                  |                          |
| 2007 | Maminsynek                         | Keith                        | niewymieniony w napisach |
| 2008 | Remarkable Power                   | Ross                         |                          |
| 2008 | Gardens of the Night               | Brian / Rachel               |                          |
| 2008 | Po prostu walcz!                   | Max Cooperman                |                          |
| 2010 | Kick-Ass                           | Todd Haynes                  |                          |
| 2011 | Po prostu walcz 2                  | Max Cooperman                |                          |
| 2011 | Queen                              | Frat Guy                     | film krótkometrażowy     |
| 2011 | Dobry doktor                       | Donny Nixon                  |                          |
| 2014 | Tylko dla dorosłych                | Alex                         |                          |
| 2014 | X-Men: Przeszłość, która nadejdzie | Peter Maximoff / Quicksilver |                          |
| 2015 | Projekt Lazarus                    | Clay                         |                          |
| 2015 | Safelight                          | Charles                      |                          |
| 2016 | Elvis & Nixon                      | Dwight Chapin                |                          |
| 2016 | X-Men: Apocalypse                  | Peter Maximoff / Quicksilver |                          |
| 2017 | The Pirates of Somalia             | Jay Bahadur                  |                          |
| 2017 | The Accomplice                     | Randy                        | film krótkometrażowy     |
| 2018 | Zwierzęta Ameryki                  | Warren Lipka                 |                          |
| 2018 | Deadpool 2                         | Peter Maximoff / Quicksilver | niewymieniony w napisach |
| 2019 | X-Men: Mroczna Phoenix             | Peter Maximoff / Quicksilver |                          |
| 2019 | I Am Woman                         | Jeff Wald                    |                          |
| 2023 | Życzenie                           | Simon                        | dubbing                  |
| 2025 | Tron: Ares                         | Julian Dillinger             |                          |

### Seriale
| Rok       | Tytuł                                      | Rola                                                                                        | Odcinki                      | Dodatkowe informacje                                       |
| --------- | ------------------------------------------ | ------------------------------------------------------------------------------------------- | ---------------------------- | ---------------------------------------------------------- |
| 2004      | The Days                                   | Cooper Day                                                                                  | 6 odcinków                   |                                                            |
| 2004–2005 | Filip z przyszłości                        | Seth Wosmer                                                                                 | 5 odcinków                   |                                                            |
| 2005–2006 | Inwazja                                    | Jesse Varon                                                                                 | 21 odcinków                  |                                                            |
| 2008      | Dirt                                       | Craig Hope                                                                                  | „Boże chroń to dziecko”      |                                                            |
| 2008      | Bez śladu                                  | Craig Baskin                                                                                | „A Bend in the Road”         |                                                            |
| 2008      | Detektyw Monk                              | Eric Tavela                                                                                 | „Pan Monk i geniusz”         |                                                            |
| 2008      | Dr House                                   | Oliver                                                                                      | „Ostatnia deska ratunku”     |                                                            |
| 2008–2009 | Pogoda na miłość                           | Jack Daniels                                                                                | 6 odcinków                   |                                                            |
| 2009      | Off the Clock                              | Jew                                                                                         | „Gorgonzola y Pinto”         |                                                            |
| 2009      | Zaklinacz dusz                             | Dylan                                                                                       | „Nieuzasadnione użycie siły” |                                                            |
| 2010      | Zabójcze umysły                            | Charlie Hillridge                                                                           | „Uliczka”                    |                                                            |
| 2010      | Mentalista                                 | Oliver McDaniel                                                                             | „18-5-4”                     |                                                            |
| 2010      | Biuro                                      | Luke Cooper                                                                                 | „Nepotism”                   |                                                            |
| 2011      | Parenthood                                 | Brandon                                                                                     | „New Plan”                   |                                                            |
| 2011      | In Plain Sight                             | Joey Roston / Joey Wilson                                                                   | „Crazy Like a Witness”       |                                                            |
| 2011      | American Horror Story: Murder House        | Tate Langdon                                                                                | 12 odcinków                  | pierwszy sezon American Horror Story                       |
| 2012–2013 | American Horror Story: Asylum              | Kit Walker                                                                                  | 13 odcinków                  | drugi sezon American Horror Story                          |
| 2013–2014 | American Horror Story: Sabat               | Kyle Spencer                                                                                | 11 odcinków                  | trzeci sezon American Horror Story                         |
| 2014–2015 | American Horror Story: Freak Show          | Jimmy Darling                                                                               | 13 odcinków                  | czwarty sezon American Horror Story                        |
| 2015      | China, IL                                  | Clint                                                                                       | „Magical Pet”                | dubbing w wersji anglojęzycznej                            |
| 2015–2016 | American Horror Story: Hotel               | James Patrick March                                                                         | 10 odcinków                  | piąty sezon American Horror Story                          |
| 2016      | American Horror Story: Roanoke             | Edward Phillipe Mott / Rory Monahan                                                         | 4 odcinki                    | szósty sezon American Horror Story                         |
| 2017      | American Horror Story: Kult                | Kai AndersonAndy WarholMarshall ApplewhiteDavid KoreshJim JonesJezus ChrystusCharles Manson | 11 odcinków                  | siódmy sezon American Horror Story                         |
| 2018      | Pose                                       | Stan Bowes                                                                                  | 8 odcinków                   |                                                            |
| 2018      | American Horror Story: Apokalipsa          | GallantJames Patrick MarchTate LangdonJeff Pfister                                          | 8 odcinków                   | ósmy sezon American Horror Story                           |
| 2021      | WandaVision                                | Ralph Bohner / „Pietro Maximoff”                                                            | 4 odcinki                    |                                                            |
| 2021      | Mare z Easttown                            | Colin Zabel                                                                                 | 4 odcinki                    |                                                            |
| 2021      | American Horror Story: Podwójny seans      | Austin Sommers                                                                              | 5 odcinków                   | dziesiąty sezon American Horror Story; dodatkowo producent |
| 2022      | Dahmer – Potwór: Historia Jeffreya Dahmera | Jeffrey Dahmer                                                                              | 10 odcinków                  | dodatkowo producent wykonawczy                             |

## Nagrody i nominacje
| Plebiscyt                                          | Rok  | Kategoria                                                                                     | Nominowana rola                            | Rezultat  |        |
| -------------------------------------------------- | ---- | --------------------------------------------------------------------------------------------- | ------------------------------------------ | --------- | ------ |
| Astra TV Awards                                    | 2021 | Najlepszy aktor drugoplanowy w miniserialu, serialu antologicznym lub filmie telewizyjnym     | Mare z Easttown                            | Wygrana   | [ 22 ] |
| Astra TV Awards                                    | 2024 | Najlepszy aktor w strumieniowym miniserialu lub serialu antologicznym lub filmie telewizyjnym | Dahmer – Potwór: Historia Jeffreya Dahmera | Wygrana   | [ 23 ] |
| British Independent Film Awards                    | 2018 | Najlepszy aktor drugoplanowy                                                                  | Zwierzęta Ameryki                          | Nominacja | [ 24 ] |
| Critics’ Choice Super Awards                       | 2023 | Najlepszy aktor w serialu, miniserialu lub filmie telewizyjnym horror                         | Dahmer – Potwór: Historia Jeffreya Dahmera | Wygrana   | [ 25 ] |
| Critics’ Choice Television Awards                  | 2018 | Najlepszy aktor w filmie telewizyjnym lub miniserialu                                         | American Horror Story: Kult                | Nominacja | [ 26 ] |
| Critics’ Choice Television Awards                  | 2022 | Najlepszy aktor drugoplanowy w filmie telewizyjnym lub miniserialu                            | Mare z Easttown                            | Nominacja | [ 27 ] |
| Fangoria Chainsaw Awards                           | 2016 | Najlepszy aktor drugoplanowy w telewizji                                                      | American Horror Story: Hotel               | Nominacja | [ 28 ] |
| Nagrody Gildii Aktorów Ekranowych                  | 2022 | Najlepszy aktor w miniserialu lub filmie telewizyjnym                                         | Mare z Easttown                            | Nominacja | [ 29 ] |
| Nagrody Gildii Aktorów Ekranowych                  | 2023 | Najlepszy aktor w miniserialu lub filmie telewizyjnym                                         | Dahmer – Potwór: Historia Jeffreya Dahmera | Nominacja | [ 30 ] |
| Nagrody Gildii Amerykańskich Producentów Filmowych | 2023 | Najlepszy producent miniserialu lub serialu antologicznego                                    | Dahmer – Potwór: Historia Jeffreya Dahmera | Nominacja | [ 31 ] |
| Nagrody Młodych Artystów                           | 2005 | Najlepszy występ młodego zespołu aktorskiego w filmie                                         | Piżama party                               | Nominacja | [ 32 ] |
| Nickelodeon Kids’ Choice Awards                    | 2017 | Drużyna                                                                                       | X-Men: Apocalypse                          | Nominacja | [ 33 ] |
| Phoenix Film Festival                              | 2004 | Przełom roku                                                                                  | Zbuntowany Adam                            | Wygrana   | [ 34 ] |
| Primetime Emmy                                     | 2021 | Najlepszy aktor drugoplanowy w miniserialu, serialu antologicznym lub filmie telewizyjnym     | Mare z Easttown                            | Wygrana   | [ 1 ]  |
| Primetime Emmy                                     | 2024 | Najlepszy aktor pierwszoplanowy w miniserialu, serialu antologicznym lub filmie telewizyjnym  | Dahmer – Potwór: Historia Jeffreya Dahmera | Nominacja | [ 1 ]  |
| Primetime Emmy                                     | 2024 | Najlepszy miniserial lub serial antologiczny                                                  | Dahmer – Potwór: Historia Jeffreya Dahmera | Nominacja | [ 1 ]  |
| Satelity                                           | 2012 | Najlepszy aktor drugoplanowy w serialu, miniserialu lub filmie telewizyjnym                   | American Horror Story: Asylum              | Nominacja | [ 35 ] |
| Satelity                                           | 2022 | Najlepszy aktor drugoplanowy w serialu, miniserialu lub filmie telewizyjnym                   | Mare z Easttown                            | Wygrana   | [ 36 ] |
| Satelity                                           | 2023 | Najlepszy aktor w miniserialu lub filmie telewizyjnym                                         | Dahmer – Potwór: Historia Jeffreya Dahmera | Wygrana   | [ 37 ] |
| Saturny                                            | 2018 | Najlepszy aktor drugoplanowy w telewizji                                                      | American Horror Story: Kult                | Nominacja | [ 38 ] |
| Teen Choice Awards                                 | 2016 | Złodziej sceny w filmie                                                                       | X-Men: Apocalypse                          | Nominacja | [ 39 ] |
| Złote Globy                                        | 2023 | Najlepszy aktor w miniserialu, serialu antologicznym lub filmie telewizyjnym                  | Dahmer – Potwór: Historia Jeffreya Dahmera | Wygrana   | [ 2 ]  |